# Teodoro Stefano Tascone
Teodoro Stefano Tascone (Baiano, 21 febbraio 1941) è un politico italiano.
Esponente del Movimento Sociale Italiano - Destra Nazionale, si candida senza successo alle elezioni politiche del 1976, ottenendo 5.329 preferenze nella circoscrizione Avellino-Benevento-Salerno. Si ripresenta con Alleanza Nazionale in occasione delle elezioni politiche del 1994, nel collegio uninominale di Battipaglia: nonostante la divisione del centro-destra, che nei collegi della circoscrizione Campania 2 non dà luogo alla coalizione del Polo del Buon Governo, Tascone è eletto con il 25,4% dei voti, prevalendo sul candidato progressista e su quello sostenuto da Forza Italia.
Pochi giorni prima della scadenza della XII legislatura, lascia AN e aderisce al Movimento Sociale Fiamma Tricolore.
Ripresenta la propria candidatura alle elezioni politiche del 2006 nella lista Lega Nord-MPA, ma non è eletto.